# Wallace Shawn
Wallace Michael „Wally“ Shawn (* 12. listopadu 1943 New York, New York) je americký komik, herec a dramatik.
Napsal několik divadelních her, např. inscenaci Marie and Bruce (1978), která zobrazovala emoční a sexuální konflikt v absurdním stylu. Sám vystupuje v různých stand-up komediích, hraje též ve svých hrách. V roce 1979 debutoval ve filmu Manhattan (s Woodym Allenem dále spolupracoval i na některých jeho dalších filmech), v průběhu 80. let hrál dále ve snímcích Atlantic City, Hotel New Hampshire, Zlaté časy rádia, Princezna Nevěsta či Nejsme žádní andělé, v 90. letech se objevil např. ve filmech jako Stíny a mlha, Kanadská slanina, Praštěná holka nebo Můj nejoblíbenější marťan. Mezi jeho pozdější filmy patří např. Baba na zabití, Strašidelný dům, Melinda a Melinda, O kapitalismu s láskou, Apokalypsa a Chlupatá odplata. Působí též jako dabér, v sérii animovaných filmů Toy Story: Příběh hraček namluvil Rexe, jeho hlas je slyšet i ve snímcích Goofy na výletě, Charlie 2: Všichni pejskové přijdou do nebe, Úžasňákovi, (Ne)šťastně až na věky nebo Havajské prázdniny.
V televizi hostoval v řadě seriálů (mj. Ally McBealová, Sex ve městě, Hvězdná brána, Zoufalé manželky, Zákon a pořádek: Zločinné úmysly, Pohotovost). Větší role dostal v seriálech Cosby Show (5 dílů), Praštěná holka (17 dílů), Star Trek: Stanice Deep Space Nine (7 dílů; jako velký nagus Zek), Drzá Jordan (8 dílů), Láska je Láska (5 dílů), Super drbna (7 dílů) a Malý Sheldon (od roku 2018).